# Xun Fangying
Xun Fangying (chinesisch 荀芳颖, Pinyin Xún Fāngyǐng) (* 14. Januar 1995 in China) ist eine chinesische Tennisspielerin.

## Karriere
Sie spielt vor allem auf der ITF Women’s World Tennis Tour, wo sie bislang jeweils sieben Titel im Einzel und Doppel gewinnen konnte.
Ihr Debüt im Hauptfeld eines WTA-Turniers gab sie im Jahr 2015 im Doppel bei der Guangzhou International Women’s Open 2015, wo sie an der Seite von Liu Fangzhou jedoch in der ersten Runde gegen Julia Glushko und Rebecca Peterson verlor.
Im Einzel spielte sie nach erfolgreich absolvierter Qualifikation erstmals bei den Jiangxi Open 2017 im Hauptfeld eines WTA-Turniers. Sie gewann hierbei in der ersten Runde gegen die Wildcard-Spielerin Zheng Wushuang, unterlag jedoch in der zweiten Runde gegen Zhu Lin.
Xun Fangying erreichte bisher in der Weltrangliste als beste Position im Einzel Rang 167 und im Doppel 176.

## Turniersiege

### Einzel
| Nr. | Datum            | Turnier    | Kategorie   | Belag             | Finalgegnerin  | Ergebnis       |
| --- | ---------------- | ---------- | ----------- | ----------------- | -------------- | -------------- |
| 1.  | 2. März 2014     | Nonthaburi | ITF $10.000 | Hartplatz         | Yūki Tanaka    | 7:62, 6:2      |
| 2.  | 11. Mai 2014     | Bangkok    | ITF $10.000 | Hartplatz         | Emma Flood     | 6:3, 6:4       |
| 3.  | 19. Juni 2016    | Anning     | ITF $10.000 | Sand              | Kang Jiaqi     | 6:3, 6:1       |
| 4.  | 19. Februar 2017 | Nanjing    | ITF $15.000 | Hartplatz         | Ayaka Okuno    | 6:4, 6:4       |
| 5.  | 25. März 2018    | Nanjing    | ITF $15.000 | Hartplatz         | Ye Qiuyu       | 6:1, 6:1       |
| 6.  | 1. April 2018    | Nanjing    | ITF $15.000 | Hartplatz         | Han Xinyun     | 6:4, 6:3       |
| 7.  | 23. Februar 2020 | Kyōto      | ITF W60     | Hartplatz (Halle) | Indy de Vroome | 3:6, 6:3, 7:66 |

### Doppel
| Nr. | Datum           | Turnier       | Kategorie   | Belag     | Partnerin     | Finalgegnerinnen                    | Ergebnis          |
| --- | --------------- | ------------- | ----------- | --------- | ------------- | ----------------------------------- | ----------------- |
| 1.  | 15. August 2015 | Gimcheon      | ITF $10.000 | Hartplatz | Cao Siqi      | Han Sung-hee Makoto Ninomiya        | 7:62, 6:4         |
| 2.  | 21. Mai 2016    | Zhengzhou     | ITF $50.000 | Hartplatz | You Xiaodi    | Oqgul Omonmurodova Michaela Hončová | 1:6, 6:2, [10:7]  |
| 3.  | 15. Juli 2017   | Naiman-Banner | ITF $25.000 | Hartplatz | Gao Xinyu     | Lu Jingjing You Xiaodi              | 6:75, 6:4, [10:8] |
| 4.  | 18. August 2018 | Guiyang       | ITF $25.000 | Hartplatz | Kang Jiaqi    | Chen Jiahui Yuan Yue                | 3:6, 7:5, [10:6]  |
| 5.  | 16. März 2019   | Shenzhen      | ITF W60     | Hartplatz | Liang En-shuo | Hiroko Kuwata Sabina Sharipova      | 6:4, 6:1          |
| 6.  | 1. Juni 2019    | Luzhou        | ITF W25     | Hartplatz | Feng Shuo     | Guo Hanyu Ye Qiuyu                  | 6:3, 6:1          |
| 7.  | 6. Juli 2024    | Tianjin       | ITF W15     | Hartplatz | Huang Yujia   | Aitiyaguli Aixirefu Wang Jiaqi      | 6:0, 6:1          |